# 航空方面隊

航空方面隊の配置

航空方面隊（こうくうほうめんたい、英: Air Defence Force）は、航空自衛隊航空総隊の隷下部隊の一つ。この項では、航空方面隊と同様の性格を有するが規模の小さい航空混成団（こうくうこんせいだん、英: Composite Air Division）についても記述する。

## 概要
航空方面隊は、戦闘航空部隊たる航空総隊に直属する隷下部隊として、担当空域の防空に関する責任を担う。それぞれ1～2個戦闘航空団、1個高射群、1個航空警戒管制団、その他の直轄部隊（航空施設隊、航空音楽隊等）からなり、担当防衛区域において戦闘部隊を統括する。現在、航空自衛隊に航空方面隊は「北部航空方面隊（北空）」、「中部航空方面隊（中空）」、「西部航空方面隊（西空）」、「南西航空方面隊（南空）」の四つがある。航空方面隊司令官は空将をもって充てられる。
航空混成団は、1個戦闘航空団、1個高射群、1個航空警戒管制隊、その他の直轄部隊（航空施設隊、航空音楽隊）からなり、担当防衛区域において戦闘部隊を統括する。航空自衛隊には航空混成団は「南西航空混成団（南混）」の一つしかなかったが、2017年6月30日をもって廃止、7月1日に航空方面隊に改編された。航空混成団司令は空将をもって充てられていた。
既に大元の目的である地域防衛の所要は存在しておらず、その戦力も管轄地域を超えて活動しているため、その必要性が薄れた今日、整理することが望ましいとの意見もある。

## 沿革
- 1957(昭和32)年 三沢基地に「臨時北部航空司令部訓練隊」を、入間川に航空集団司令部「臨時中部司令所」を編成。
- 1958(昭和33)年 臨時北部航空司令部訓練隊を「北部航空方面隊」司令部に、航空集団司令部臨時中部司令所を「中部航空方面隊」司令部に改編。
- 1959(昭和34)年 春日基地に「西部航空司令所」を編成。
- 1961(昭和36)年 西部航空司令所を「西部航空方面隊」司令部に改編。
- 1973(昭和48)年 那覇基地に「南西航空混成団」司令部を編成。
- 2017(平成29)年 南西航空混成団を「南西航空方面隊」に改編。